# حسینیه هفتهر
حسینیه هفتهر مربوط به دوره قاجار است و در شهرستان میبد، بخش ندوشن، دهستان هفتهر، روستای هفتهر واقع شده و این اثر در تاریخ ۷ اسفند ۱۳۸۶ با شمارهٔ ثبت ۲۱۷۰۰ به‌عنوان یکی از آثار ملی ایران به ثبت رسیده است.